# Gymnophaps mada

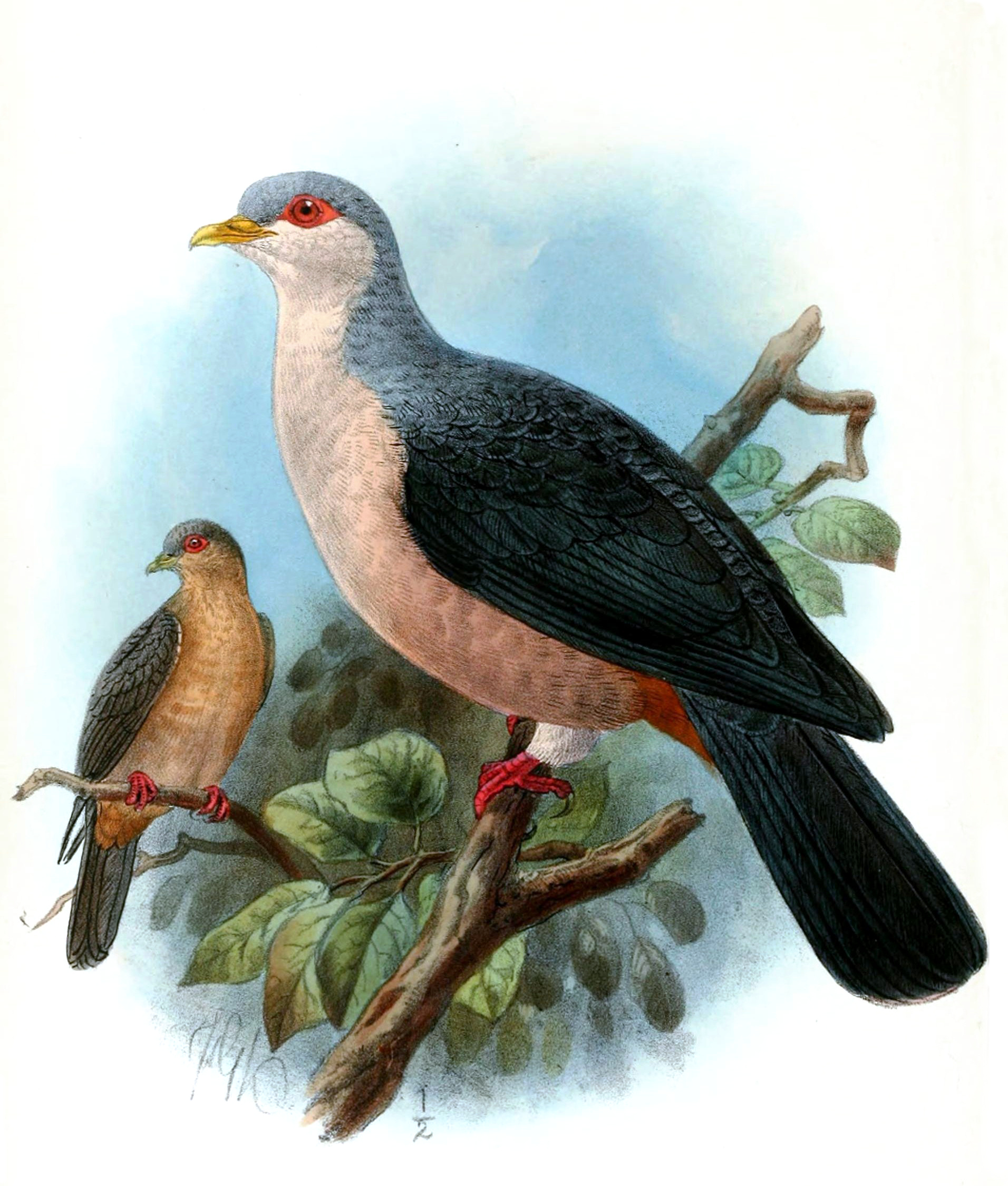
Ilustração por John Gerrard Keulemans.

Gymnophaps mada é uma espécie de ave da família Columbidae. É endémica da Indonésia.
Os seus habitats naturais são: florestas subtropicais ou tropicais húmidas de baixa altitude e regiões subtropicais ou tropicais húmidas de alta altitude.